# Sojoez TM-3
Sojoez TM-3 (Russisch: Союз ТМ-3) was de derde Russische expeditie naar het ruimtestation Mir.

## Bemanning
Gelanceerd:
- Aleksandr Viktorenko (1)
- Aleksandr Pavlovitsj Aleksandrov (2)
- Muhammed Faris (1) - Syrië

Geland:
- Joeri Romanenko (3)
- Aleksandr Pavlovitsj Aleksandrov (2)
- Anatoli Levtsjenko (1)

Tussen haakjes staat het aantal ruimtevluchten dat die astronaut gevlogen zal hebben na Sojoez TM-3.

## Missie parameters
- Massa: 7.100 kg
- Perigeum: 297 km
- Apogeum: 353 km
- Glooiingshoek: 51.6°
- Omlooptijd: 91.0 min

TM-1 ·
TM-2 ·
TM-3 ·
TM-4 ·
TM-5 ·
TM-6 ·
TM-7 ·
TM-8 ·
TM-9 ·
TM-10 ·
TM-11 ·
TM-12 ·
TM-13 ·
TM-14 ·
TM-15 ·
TM-16 ·
TM-17 ·
TM-18 ·
TM-19 ·
TM-20 ·
TM-21 ·
TM-22 ·
TM-23 ·
TM-24 ·
TM-25 ·
TM-26 ·
TM-27 ·
TM-28 ·
TM-29 ·
TM-30 ·
TM-31 ·
TM-32 ·
TM-33 ·
TM-34